# 錢普尼斯冰川
71°25′S 164°22′E / 71.417°S 164.367°E
錢普尼斯冰川（英語：Champness Glacier），是南極洲的冰川，位於維多利亞地的彭內爾海岸，全長30公里，流經鮑爾斯山脈，最終在格里菲思嶺注入利利冰川，由新西蘭探險隊命名，現時由南極條約體系管理。

## 外部連結
. . United States Geological Survey.   [2011-11-01].